# Miller Balsamo

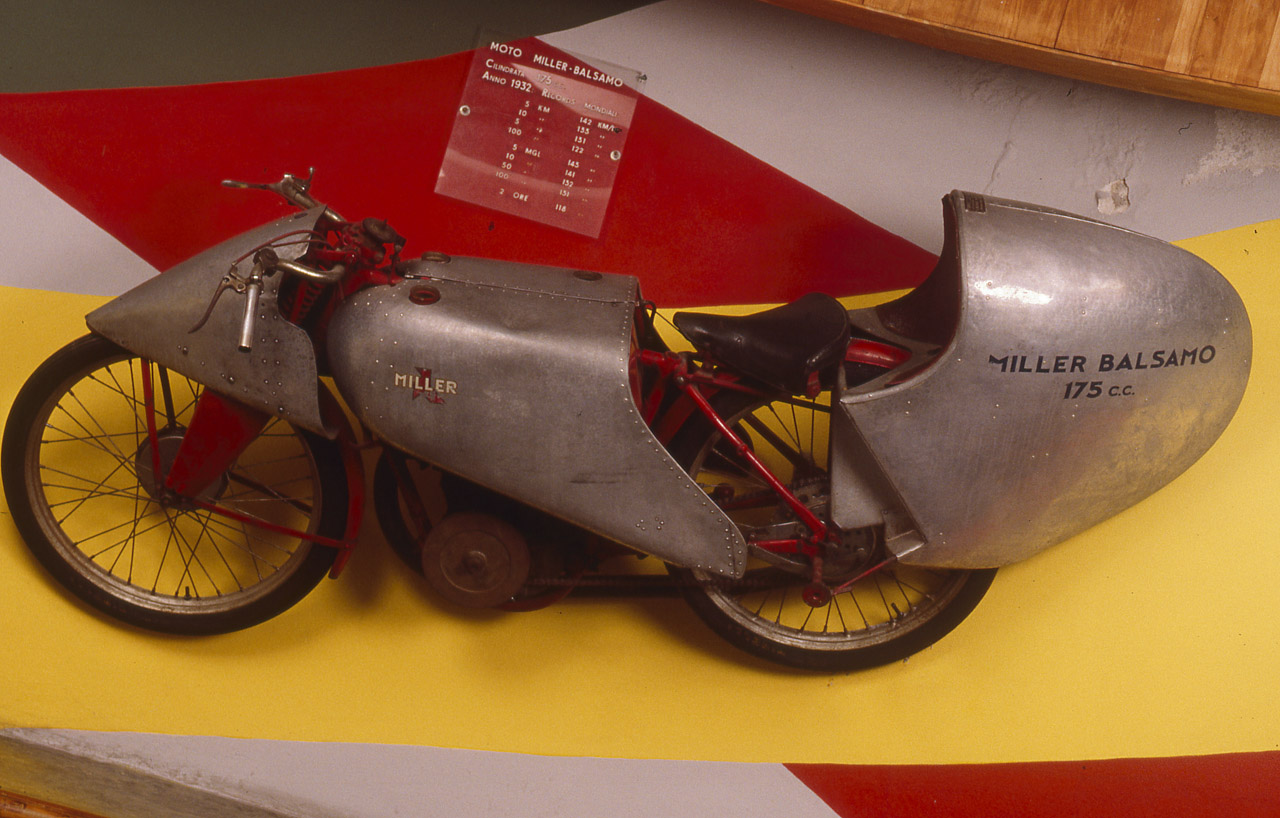
175-cm³-Miller-Balsamo-Rekordmaschine von 1932

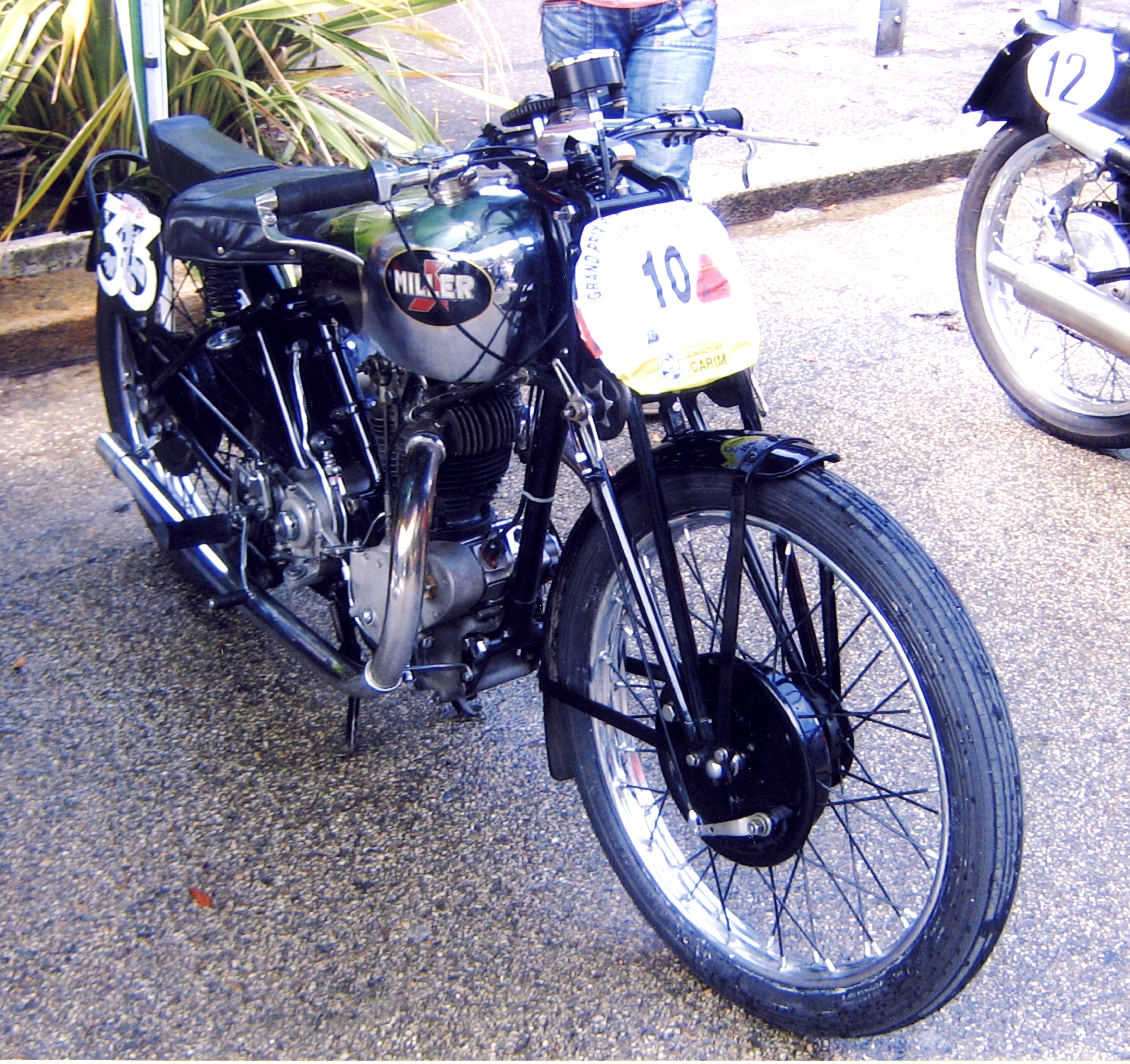
Miller Balsamo mit 498-cm³-Vierventilmotor von Rudge-Python

Miller Balsamo war ein italienischer Motorradhersteller, gegründet von den Brüdern Ernesto, Edgardo und Mario Balsamo im Jahr 1919 in Mailand. Das Firmenlogo zeigt den Namen Miller und einen Origami-Vogel.

## Geschichte
Zu Beginn nur als Importeur der US-Marke Excelsior und des britischen Herstellers Ariel tätig, stellten die Gründer im Jahr 1921 ein 123-cm³- und ein 173-cm³-Modell vor, beide mit einem Moser- oder Rudge-Python-Einbaumotor.
1924 wurde das Excelsiorette-Fahrrad mit Hilfsmotor als eigene Untermarke vorgestellt, das jedoch kein kommerzieller Erfolg war. Später kamen Modelle mit 248-cm³-, 348-cm³- und 498-cm³-Vierventilmotor von Python auf den italienischen Markt.
Den ersten eigenen Motor entwickelte Giulio Cesare Cappa 1925. Damit wurden einige Geschwindigkeitsrekorde eingefahren. Die Verkaufsversionen erreichten, je nach Motorausstattung 90, 105 oder 120 km/h. Für die damalige Zeit waren das beachtliche Geschwindigkeiten.
1932 hielt Miller Balsamo acht Weltrekorde mit einem 175-cm³-Motorrad, das von Cappa entwickelt, mit Hilfe von Officine S.I.A.I. aus Sesto Calende gebaut und von Carlo Fumagalli gefahren wurde. Unter anderem waren es folgende Rekorde: 5 km mit 87,83 mph; 10 km mit 82,64 mph und 100 km mit 75,81 mph Durchschnittsgeschwindigkeit. (Rekordangaben damals in Miles per hour)
Im Jahr 1934 lancierte Miller Balsamo ein 98-cm³-Motorrad mit einem Sachs-Motor sowie ein Modell mit einem selbst entwickelten 246-cm³-OHV-Motor. Im gleichen Jahr ließ Miller Balsamo den Namen „Vespa“ registrieren, der später an Piaggio verkauft wurde. MV Agusta hatte ebenfalls ein Modell „Vespa“ in den Verkauf gebracht und wurde deswegen von Miller Balsamo 1945 verklagt. MV Agusta vertrieb ihr Motorrad in der Folge als „MV Agusta 98“ statt als „MV Agusta Vespa 98“.
Im Rennsport war die Marke besonders in der ersten Hälfte der 1930er-Jahre erfolgreich. 1932 gewannen Terzo Bandini (Klasse bis 500 cm³) und 1934 Nello Pagani (Klasse bis 250 cm³) auf Miller Balsamo einen Titel in der Italienischen Motorrad-Straßenmeisterschaft. Bei der Motorrad-Europameisterschaft 1932, die am 17. April 1932 mit dem XI. Großen Preises der Nationen auf der 3,862 Kilometer langen Pista del Littorio auf dem Gelände des Flughafens Rom-Urbe ausgefahren wurde, belegten die Miller-Balsamo-Fahrer Virginio Fieschi (250 cm³) und Beppe Mantovani (500 cm³) jeweils den dritten Platz in ihrer Klasse. 1933 gewann Carlo Fumagalli auf Miller Balsamo den 175-cm³-Lauf um den Großen Preis der Schweiz in Bremgarten.
Nach dem Zweiten Weltkrieg nahmen die Gebrüder (ohne Ernesto) den Betrieb wieder auf. Im Jahr 1947 wurde die „Jupiter“ auf den Markt gebracht, ein vollverkleidetes Motorrad mit 250-cm³-Viertaktmotor. Auf dem Salon von Mailand 1950 wurde eine völlig neue Modellpalette gezeigt.
Miller Balsamo konnte jedoch nicht an die Vorkriegserfolge anknüpfen und wurde 1959 geschlossen.